# Астије
Астије (фр. Astillé) насеље је и општина у западној Француској у региону Лоара, у департману Мајен која припада префектури Лавал.
По подацима из 2011. године у општини је живело 807 становника, а густина насељености је износила 38,93 становника/km². Општина се простире на површини од 20,73 km². Налази се на средњој надморској висини од 118 метара (максималној 111 m, а минималној 73 m).

## Демографија
| 1962. | 1968. | 1975. | 1982. | 1990. | 1999. | 2011. |
| ----- | ----- | ----- | ----- | ----- | ----- | ----- |
| 437   | 488   | 469   | 506   | 521   | 547   | 807   |

График промене броја становника у току последњих година